# Легка атлетика на Всеукраїнській олімпіаді 1921
Змагання з легкої атлетики на Всеукраїнській олімпіяді 1921 року відбулись 10-18 вересня в Харкові на спортивному майданчику машинобудівного заводу «Гельферіх-Саде».
Як зазначала харківська газета «Коммунист» (від 15 вересня 1921 р.), "происходящие в настоящее время в Харькове состязания на первенство Украины по всем видам спорта еще вполне не развернулись, однако общая картина спортивной жизни в крупных центрах Украины выяснилась. ...Существенную поддержку спортивным обществам и клубам оказывает Всевобуч, усилиями которого был создан в Харькове Олимпийский комитет, проводящий в настоящее время свою первую олимпиаду."
На олімпіаді виступали лише чоловіки. Результати переможців змагань відкрили літопис офіційних українських рекордів з легкої атлетики.
На олімпіаду прибуло понад сто атлетів з Києва, Житомира, Чернігова, Катеринослава й Таганрога. Місцем змагань легкоатлетів 10-18 вересня 1921 р. став спортивний майданчик «Гельферіх-Саде» у Харкові. (Бєлих М. О., Богачик П. Т., Синицький З. П. Легкоатлети України. — К. : Здоров'я, 1971. — С. 11.)
Змагання вважаються першою офіційною українською першістю з легкої атлетики.

## Медалісти
| Дисципліни             | Золото                       | Золото     | Срібло | Срібло | Бронза | Бронза |
| ---------------------- | ---------------------------- | ---------- | ------ | ------ | ------ | ------ |
| 100 метрів             | Михайло Романтовський Харків | 12,6 NR    |        |        |        |        |
| 200 метрів             | Желяшкевич Київ              | 26,2 NR    |        |        |        |        |
| 400 метрів             | Михайло Романтовський Харків | 58,0 NR    |        |        |        |        |
| 800 метрів             | Володимир Колпиков Київ      | 2.15,7 NR  |        |        |        |        |
| 1500 метрів            | Володимир Колпиков Київ      | 4.50,0 NR  |        |        |        |        |
| 5000 метрів            | Микола Мільфорт Харків       | 19.18,0 NR |        |        |        |        |
| 10000 метрів           | Володимир Колпиков Київ      | 42.23,4 NR |        |        |        |        |
| 110 метрів з бар'єрами | Михайло Романтовський Харків | 21,3 NR    |        |        |        |        |
| Стрибки у висоту       | Могула Таганрог              | 1,51 м NR  |        |        |        |        |
| Стрибки з жердиною     | Микола Карлаш Харків         | 2,54 м NR  |        |        |        |        |
| Стрибки у довжину      | Борис Попов Харків           | 5,48 м NR  |        |        |        |        |
| Потрійний стрибок      | Борис Попов Харків           | 10,39 м NR |        |        |        |        |
| Штовхання ядра         | Петро Дрейман Харків         | 10,09 м NR |        |        |        |        |
| Метання диска          | Петро Дрейман Харків         | 29,18 м NR |        |        |        |        |
| Метання молота         | Гудимов Харків               | 21,39 м NR |        |        |        |        |
| Метання списа          | Вільгельм Поль Харків        | 42,33 м NR |        |        |        |        |